# بئولان
شهر بئولان (به فرانسوی: Baelen) در شهرستان ورویه در استان لیئژ در منطقه فدرال والوون در کشور بلژیک واقع شده‌است.